# Kırmalı, Tortum
Kırmalı là một xã thuộc huyện Tortum, tỉnh Erzurum, Thổ Nhĩ Kỳ. Dân số thời điểm năm 2011 là 54 người.